# Brugclassificatie

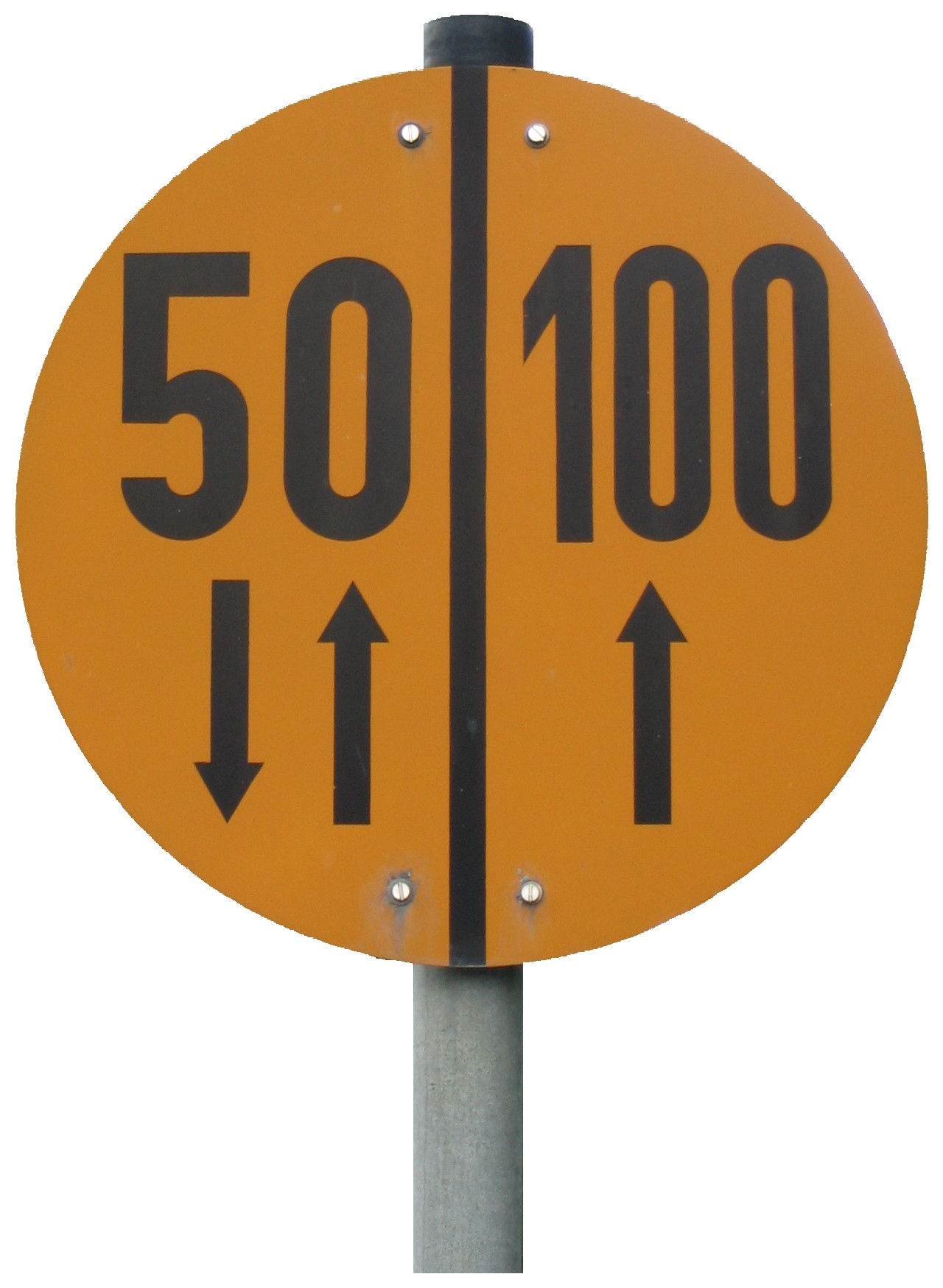
Brugclassificatiebord voor een- en tweerichtingenverkeer

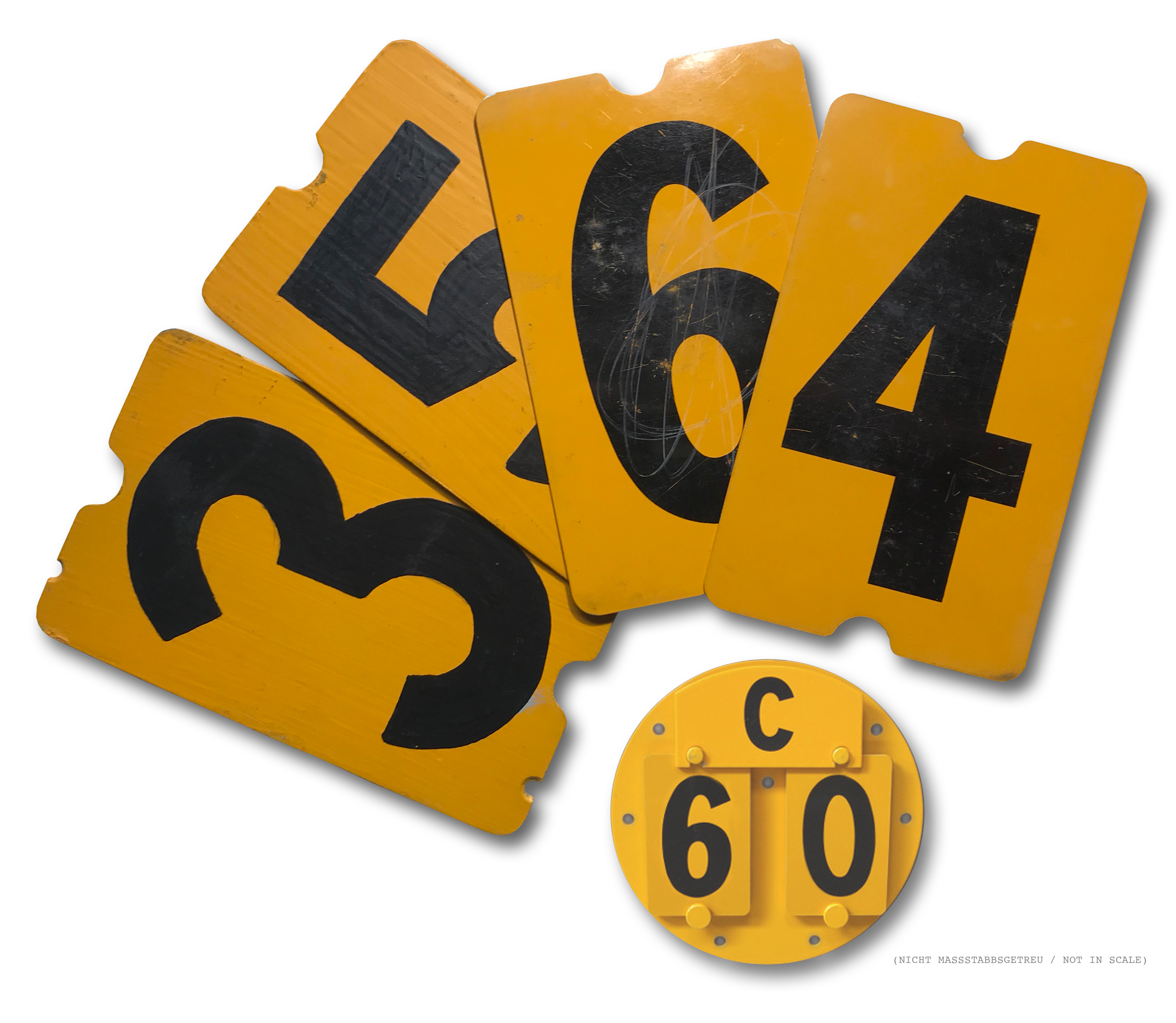
Bordenset en montageplaat voor voertuigen met variabele MLC (Bundeswehr 1983/84)

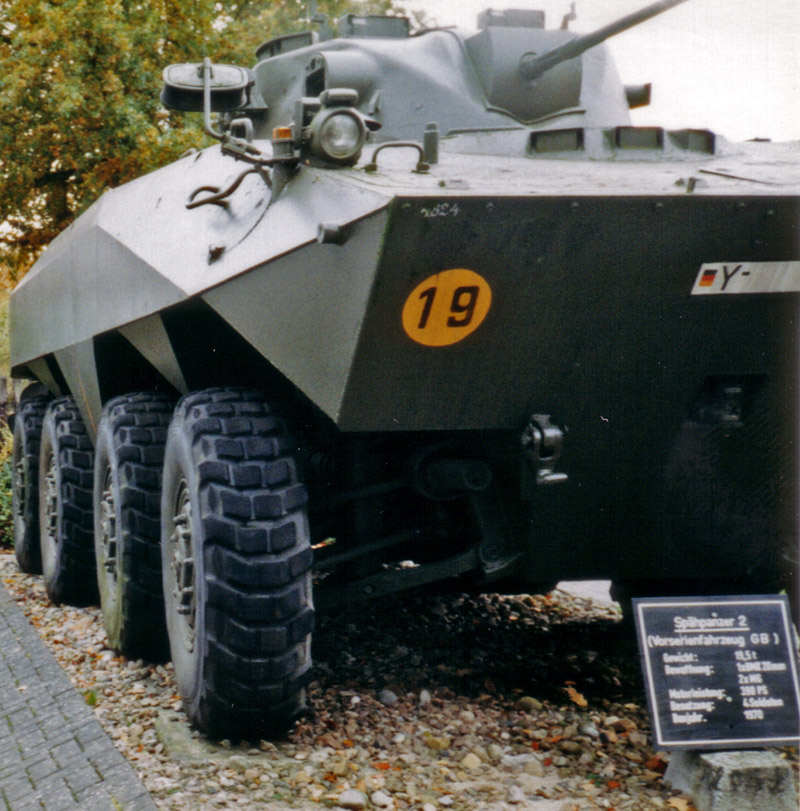
SpPz Luchs met MLC 19

De brugclassificatie (en: Military Load Classification), de: Militärische Lastenklasse) is een classificatiesysteem dat door de NAVO wordt gebruikt om de belasting te bepalen die oppervlak veilig kan dragen. Ze wordt vaak met de Engelse afkorting MLC aangeduid.
De brugclassificatie. wordt weergegeven in gehele getallen. Ze wordt weergegeven voor militaire voertuigen, bruggen, wegen en routes.

## Bruggen en wegen
Bruggen, wegen en routes worden geclassificeerd op basis van fysieke kenmerken, type en verkeersdrukte, en de  invloed van het weer en andere omstandigheden.
De brugclassificatie van de brug met de laagste brugclassificatie in een route bepaalt de classificatie van de hele route. Als er geen brug in de route ligt, bepaalt het slechtste weggedeelte de classificatie van de route. Voertuigen met hogere brugclassificaties kunnen die route soms alsnog gebruiken als er aanvullende maatregelen worden genomen, bijvoorbeeld door een tweerichtingsbrug of -weg in één richting te gaan gebruiken.
Waar mogelijk bestaat het militaire wegennet uit gemiddelde routes en omvat een aantal routes voor zwaar verkeer, en enkele voor zeer zwaar verkeer.

### Bruggen
Tijdens de Koude Oorlog waren alle bruggen in de Bondsrepubliek Duitsland voorzien van ronde gele borden (NATO-Brückenschild) waarop vermeld stond welk verkeer met welke maximale brugclassificatie erop mag rijden. Op sommige borden werd onderscheid gemaakt tussen wiel- en rupsvoertuigen en/of tussen één- en tweerichtingsverkeer. Bij eenrichtingsverkeer moeten voertuigen minstens 100 ft (± 30 m) onderlinge afstand houden.
| Klasse | Rupsvoertuigen | Wielvoertuigen |
| ------ | -------------- | -------------- |
| 40     | 036,3 t        | 042,6 t        |
| 50     | 045,4 t        | 052,6 t        |
| 80     | 072,6 t        | 083,5 t        |
| 100    | 090,7 t        | 104,3 t        |
| 120    | 108,9 t        | 125,2 t        |

### Huidige situatie
Sinds 2009 is de plaatsing van de borden niet meer verplicht. Bestaande borden hoeven echter niet verwijderd te worden. In de voormalig Oost-Duitse deelstaten konden pas in 1995 borden geplaatst worden vanwege het Zwei-plus-Vier-Vertrag. Dit wordt tot op de dag van vandaag gehandhaafd. De MLC-borden zijn daarmee een van de laatst zichtbare herinneringen van de voormalige deling van Duitsland.

### Voorbeelden

Standaardbord (eenrichtingsverkeer verkeer, baanbreedte < 5,50 m)
Bord voor één- en tweerichtingsverkeer (baanbreedte ≥ 5,50 m)
Bord met verschillende classificaties voor wiel- en rupsvoertuigen (eenrichtingsverkeer verkeer, baanbreedte < 5,50 m)
Bord voor één- en tweerichtingsverkeer wielvoertuigen (baanbreedte ≥ 5,50 m)
Bord voor één- en tweerichtingsverkeer rupsvoertuigen (baanbreedte ≥ 5,50 m)
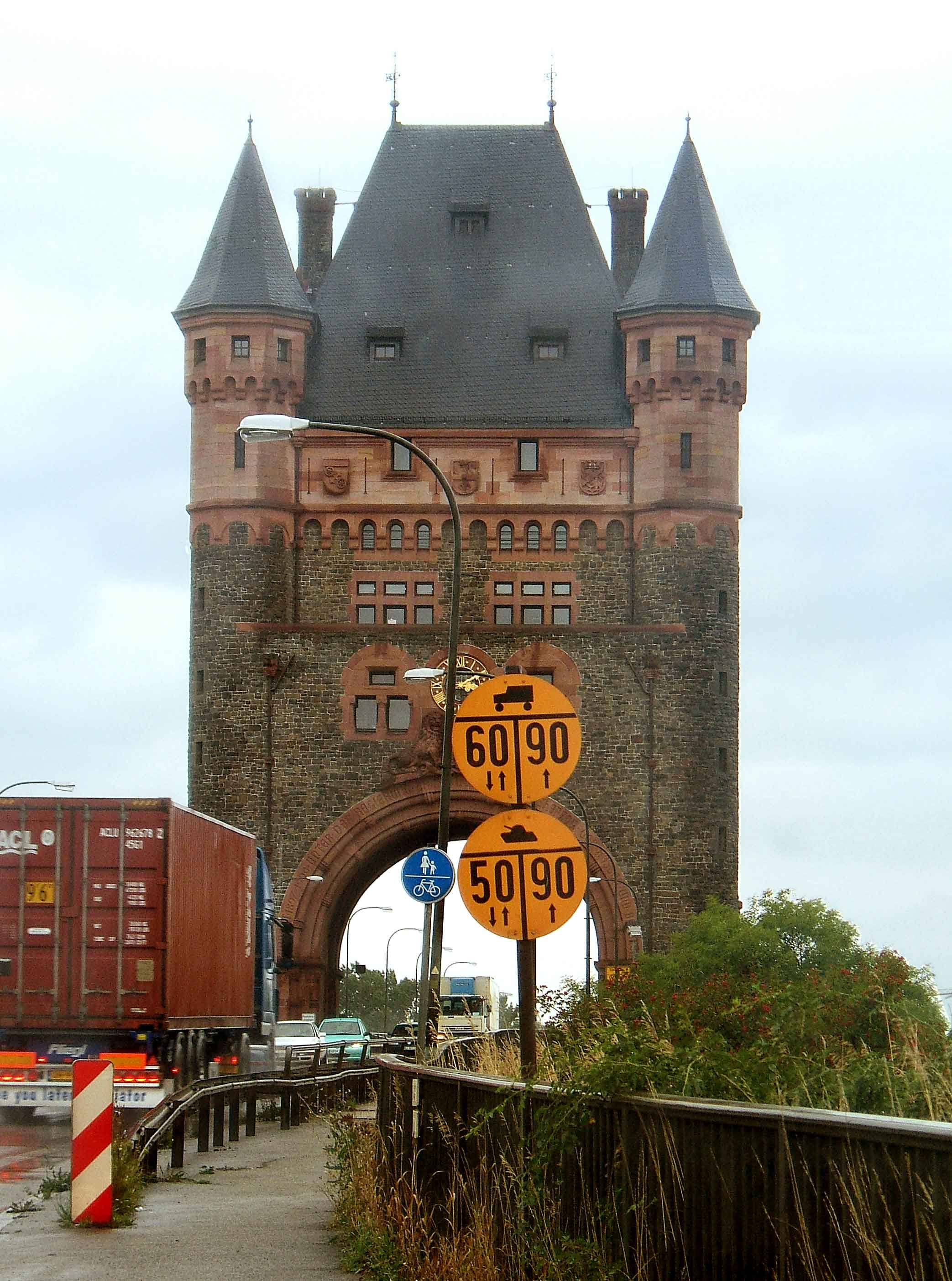
Borden bij de Nibelungenbrücke in Worms
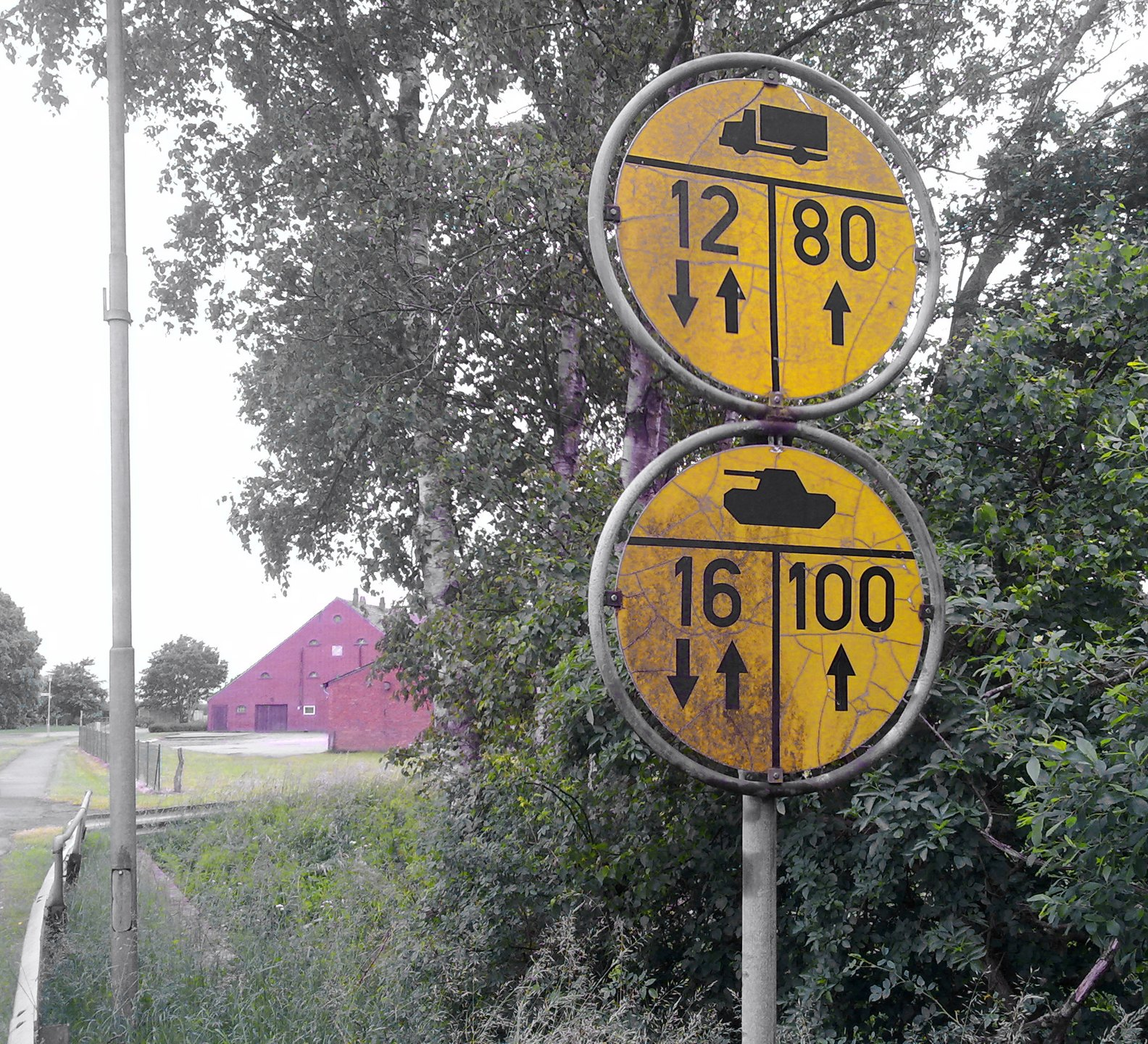
Borden met heel verschillende gewichten voor een- en tweerichtsverkeer bij een brug in Neudersum
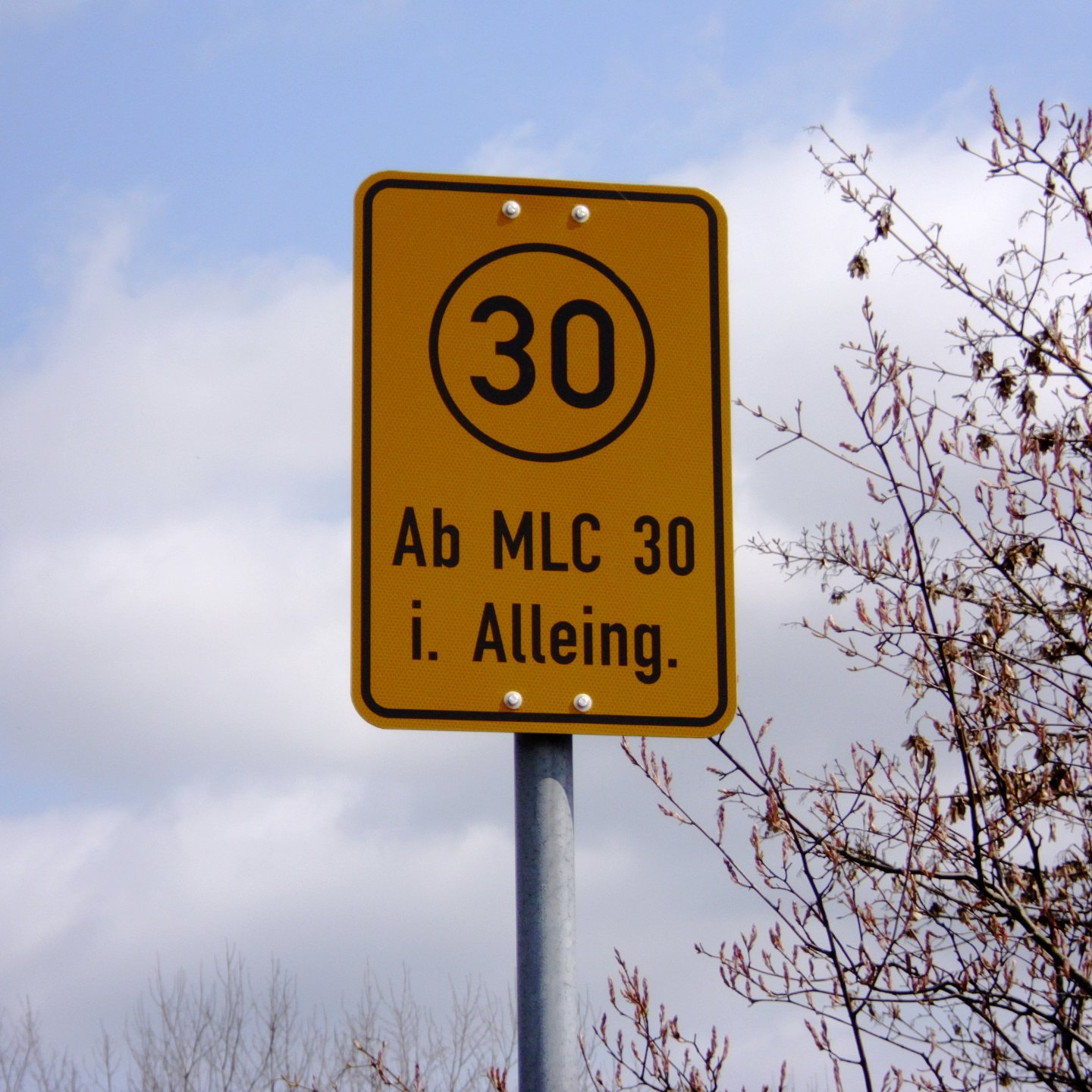
Modern bord, rechthoekig met tekst "Ab MLC 30 im Alleingang" (voertuigen zwaarder dan MLC 30 alleen één voor één (d.w.z. zonder tegenliggers en niet in konvooi). (2010)

## Voertuigen

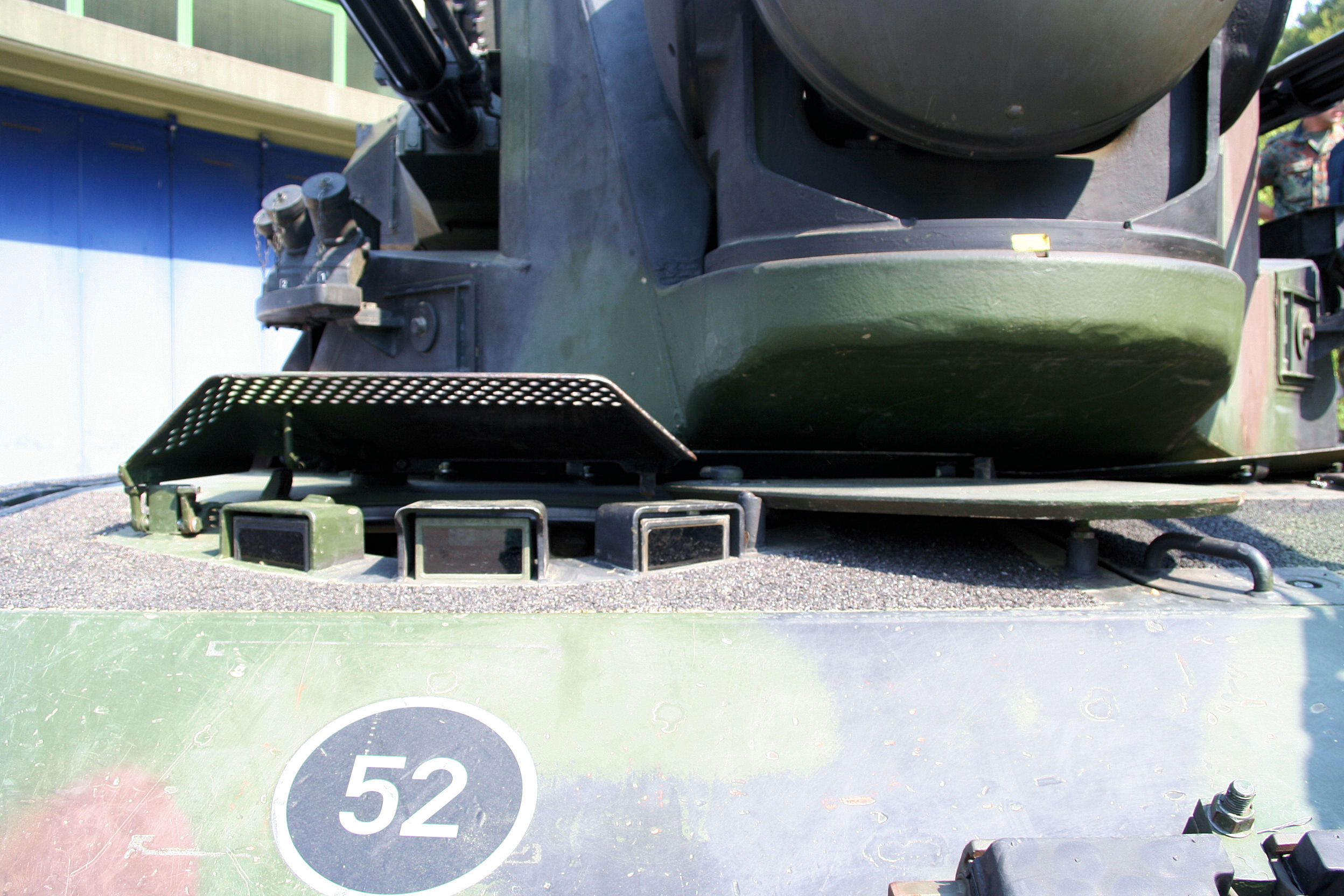
Brugclassificatie op een Duitse Flakpanzer Gepard

Voertuigen worden ingedeeld naar gewicht, type en effect op routes. De brugclassificatie komt ongeveer overeen met het werkelijke gewicht in ‘US tons’ (short tons, 1 short ton = ± 901 kg), maar ook de wielbasis, breedte en hoogte van het voertuig worden meegenomen bij de bepaling van de brugclassificatie, evenals het loopvlak/de bodemdruk (bijvoorbeeld bij rupsvoertuigen).
De MLC-schaal bestaat uit een set van 16 fictieve standaard wielvoertuigen en een set van 11 fictieve standaard rupsvoertuigen. Oorspronkelijk waren deze fictieve voertuigen gebaseerd op echte militaire voertuigen die in NAVO-landen worden gebruikt. Standaard rupsvoertuigen worden aangeduid met brugclassificaties van 4 tot 150, gebaseerd op het bruto voertuiggewicht in short tons. Standaard wielvoertuigen worden aangeduid met dezelfde brugclassificaties 4 tot 150, maar gebaseerd op ongeveer 85% van het brutogewicht in short tons.
Voertuigen van meer dan drie ton krijgen een brugclassificatie, die aan de voorzijde van het voertuig wordt aangebracht. Tot begin jaren ‘80 gebeurde dat met zwarte cijfers op een gele cirkel, sindsdien ook wel met witte letters op een zwarte cirkel.
Voor voertuigen met een min-of-meer constant gewicht wordt de MLC vast op het voertuig aangebracht met een sticker, verf of bord. Voor transportvoertuigen worden verwisselende nummers of nummerborden gebruikt of wordt de classificatie met krijt geschreven. Voor voertuigcombinaties zoals b.v. trekker-opleggers of vrachtwagens met aanhangwagens wordt de brugclassificatie van de afzonderlijke delen aan de rechterzijde van het voertuig vermeld, en de brugclassificatie van het geheel op de voorzijde van het voertuig, gemarkeerd met een "C" (combinatie).
Naast de standaard hypothetische wielvoertuigen wordt voor elke categorie een maximale asbelasting gespecificeerd, in verband met de belasting op zeer korte overspanningen (bruggen) waar slechts één as tegelijk op de overspanning staat.

### Voorbeelden
| Voertuig                                        | Gewicht (beladen) (kg) | Brugclassificatie            |
| ----------------------------------------------- | ---------------------- | ---------------------------- |
| Leopard 2A6M tank                               | 59.900                 | 70                           |
| Pantserhouwitser PzH 2000                       | 55.500                 | 60                           |
| CV90                                            | 31.750                 | 31 (38 met add on pantser)   |
| Hägglunds BV S10 (Viking)                       | 11.000                 | 11                           |
| Hägglunds BV 206 D6                             | 6.740:p23              | …..                          |
| Bushmaster                                      | 15.000                 | 15                           |
| Boxer MRAV                                      | 40.000                 | 44) (cargo 40)               |
| Fennek                                          | 10.400                 | 12                           |
| Fuchs                                           | 17.000                 | 17                           |
| DAF YA 4440                                     |                        | 11                           |
| DAF YA 4442                                     | 11.600                 | 13                           |
| DAF YTZ-2300 Patriot trekker-oplegger           |                        | 29                           |
| Scania Gryphus                                  |                        | 34-35                        |
| Scania P113H NASAMS                             |                        |                              |
| YPR EWS 25 mm GWI 25mm (PRI/PRCO-B) en YPR PRAT |                        | 15 (PRCO, PRMR 14, PRGWT 13) |
| M113 C&V                                        | 8.700                  | 10                           |
| M577A3                                          | 11.250                 | 13                           |

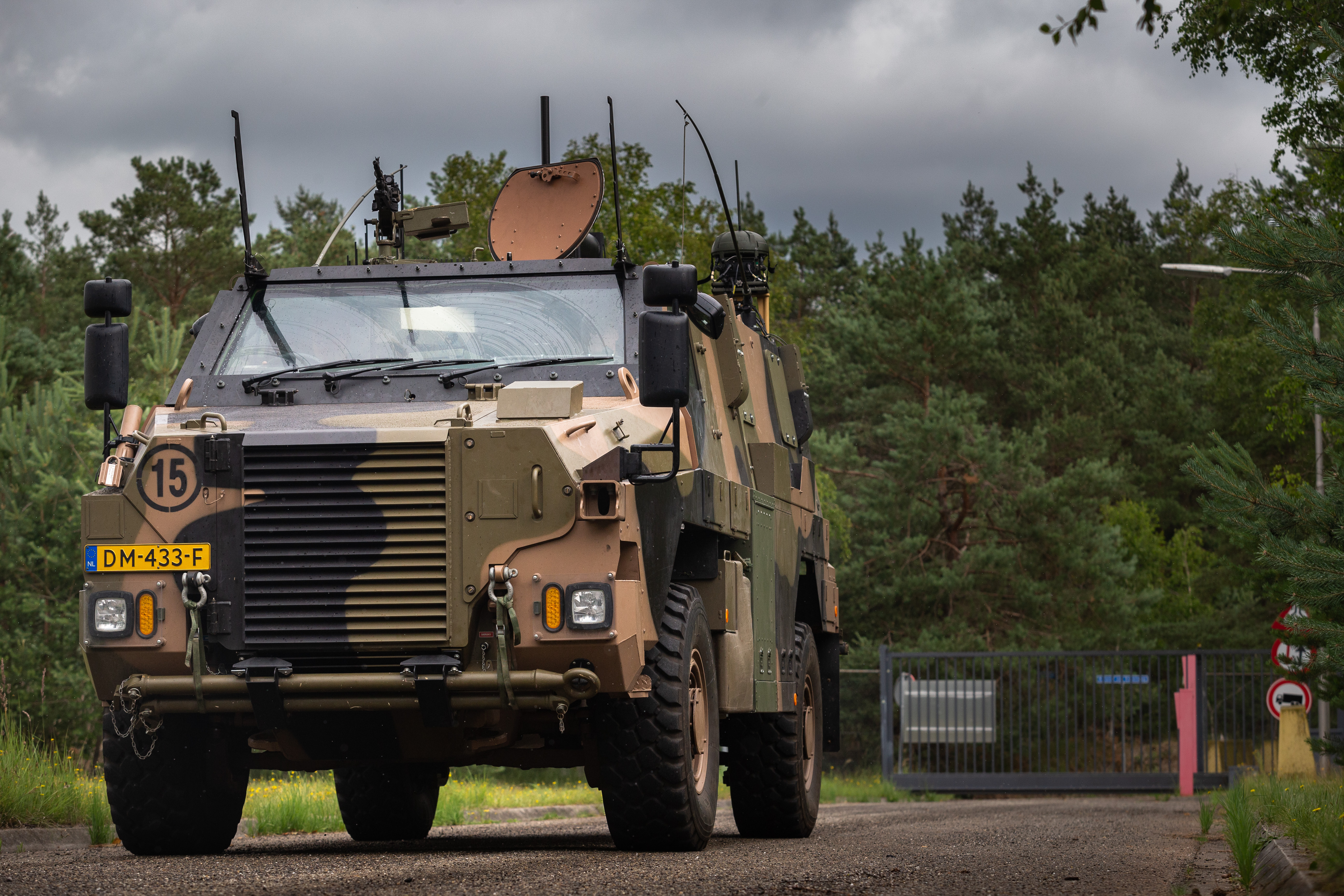
Bushmaster met brugclassificatie 15
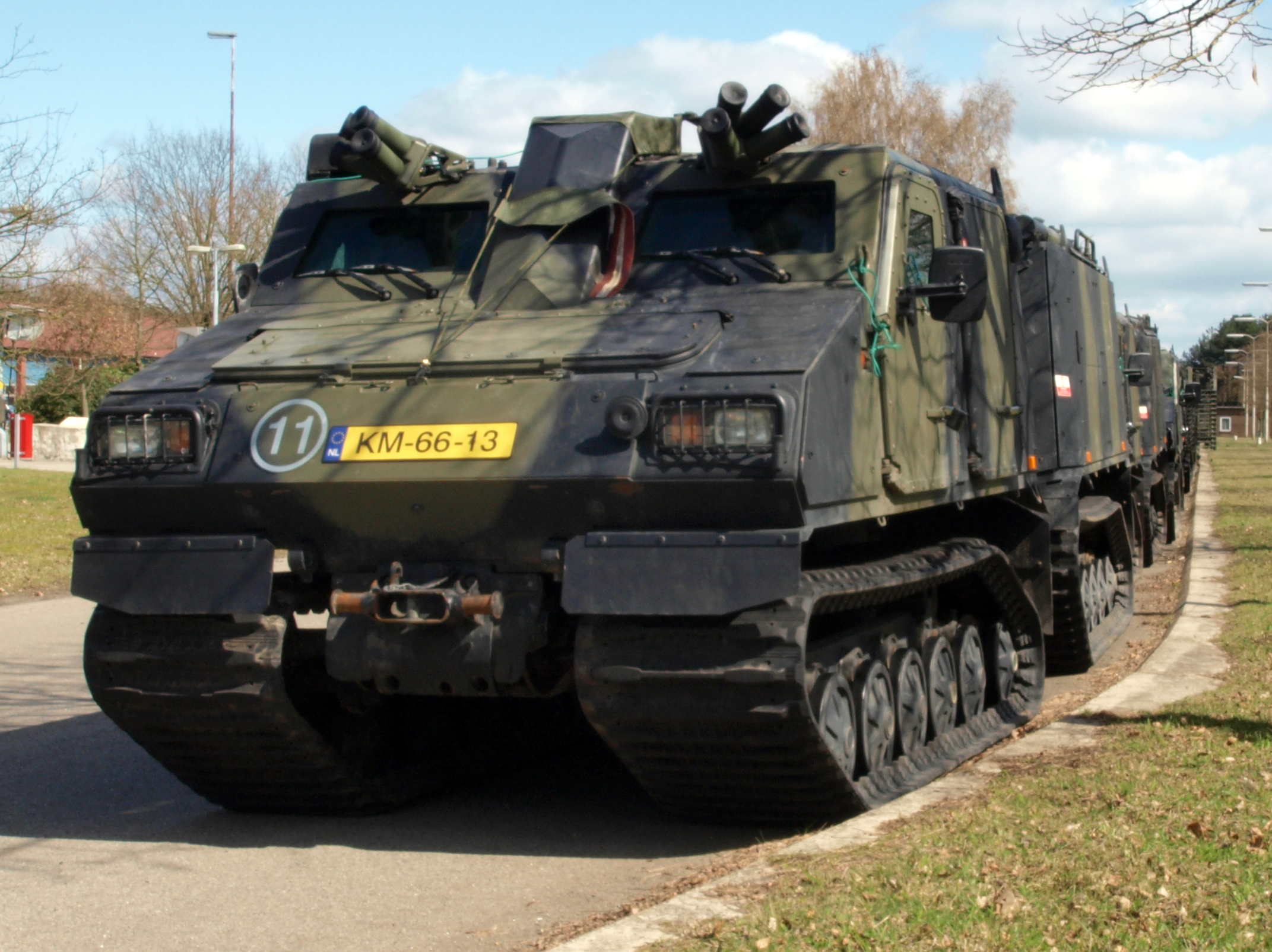
BV S10 (Viking) met brugclassificatie 11
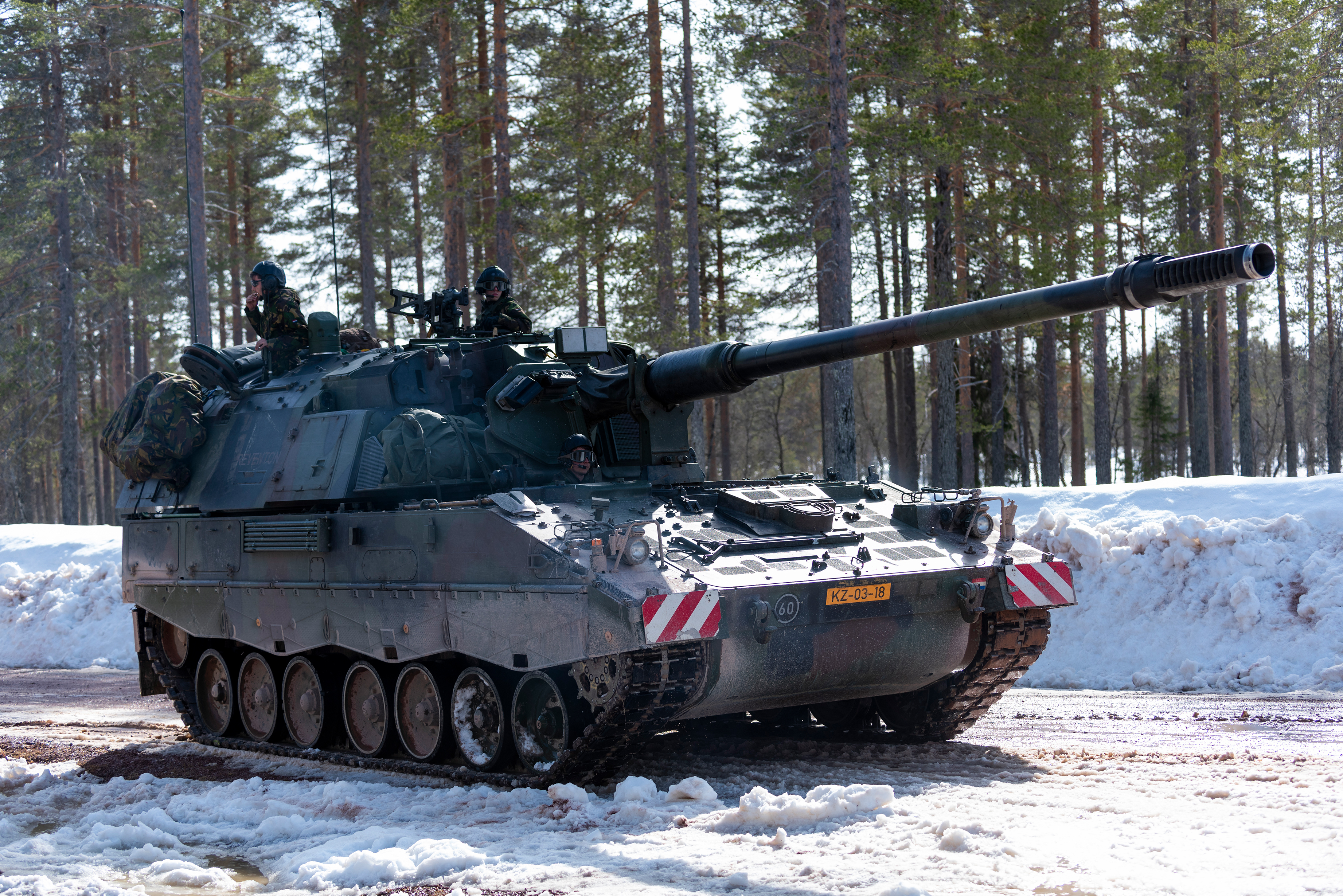
PzH 2000 met brugclassificatie 60
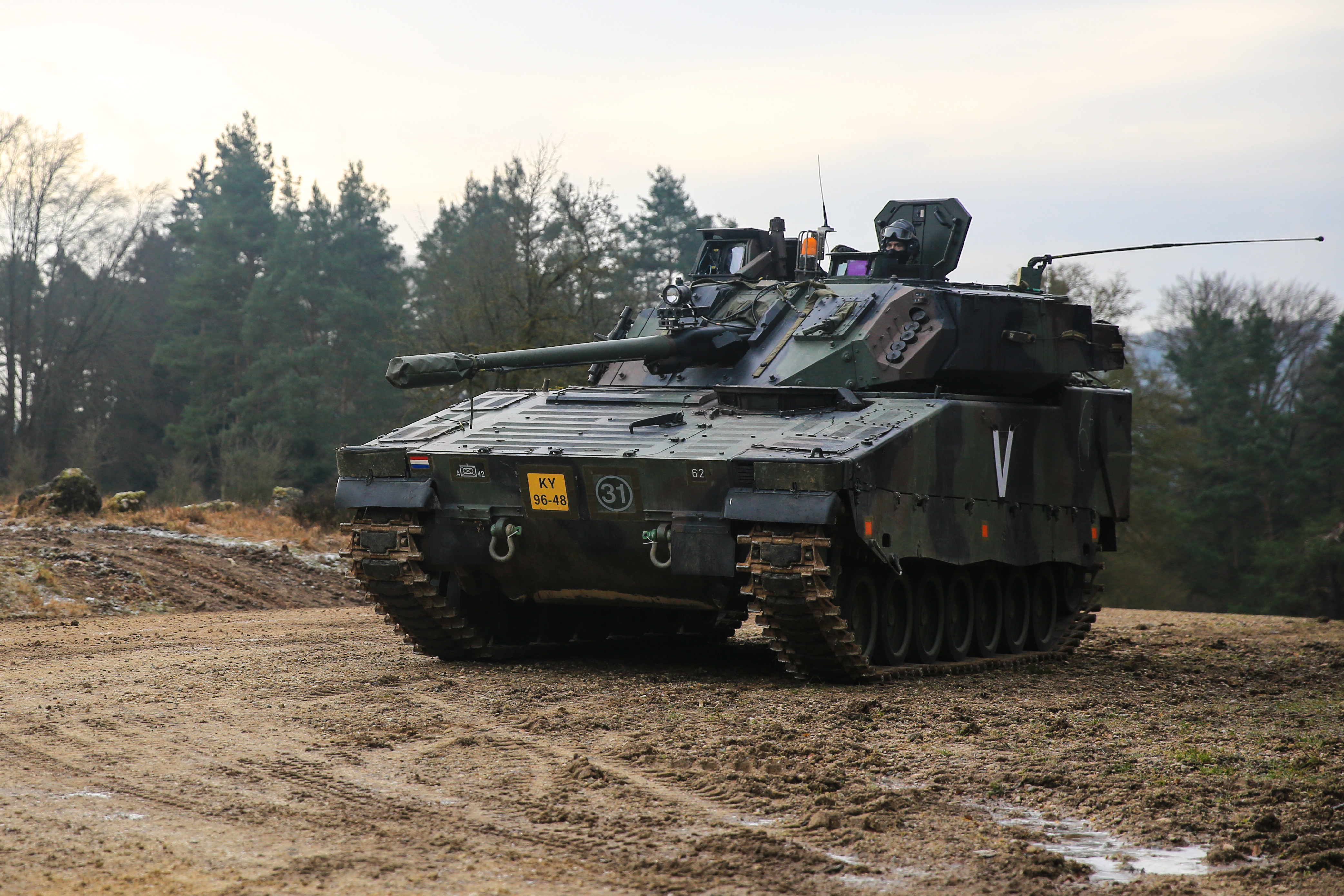
CV90 met brugclassificatie 31
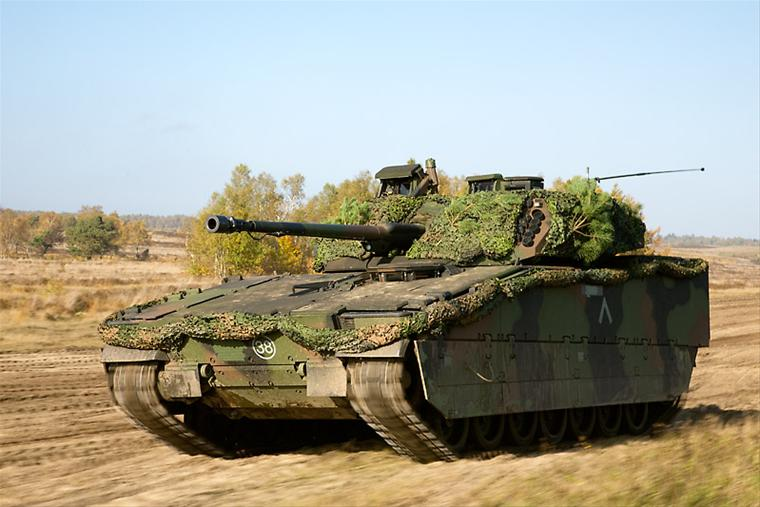
CV90 met add-on armor met brugclassificatie 38
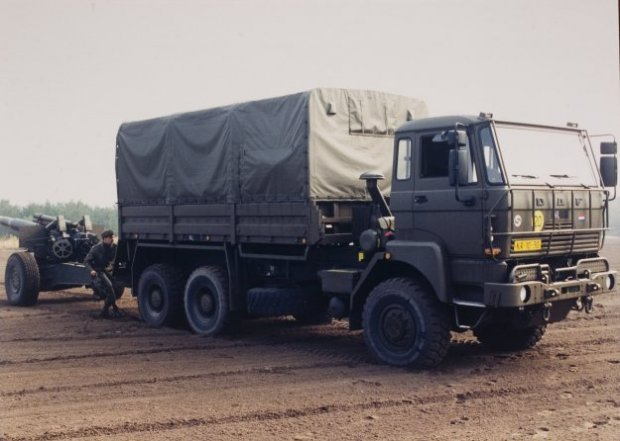
DAF YHZ 2300 (artillerietrekker met M114/39-houwitser, brugclassificatie 20